# Thorius arboreus
Espèce
Statut de conservation UICN

 CR  : 
En danger critique
Thorius arboreus est une espèce d'urodèles de la famille des Plethodontidae.

## Répartition
Cette espèce est endémique de l'État d'Oaxaca au Mexique. Elle se rencontre de 2 170 à 2 755 m d'altitude dans la Sierra Juárez.

## Étymologie
Le nom spécifique arbor vient du latin arbor, « arbre », en référence à l'habitat arboricole de cette espèce.

## Publication originale
- Hanken & Wake, 1994 : Five new species of minute salamanders, genus Thorius (Caudata: Plethodontidae), from northern Oaxaca, Mexico. Copeia, vol. 1994, no 3, p. 573-590.